# 剑鱼行动
是一部2001年的美國動作犯罪驚悚電影，由多明尼克·賽納執導，主演是尊·特拉華達、曉治·積曼、荷爾·芭莉、當·卓度、雲尼·鍾斯和山姆·謝普。

## 劇情
加百列·希爾（尊·特拉華達 飾演）是一個江湖上神鬼莫測的大人物，沒有人知道他的來龍去脈，只知道他富裕多金又殘暴果決，令人聞之色變。希爾最近四處招攬電腦駭客，有一天，他派遣他身材姣好的助理黑美人金潔（荷爾·芭莉 飾）來到德州郊區停放的一輛拖板車上，找尋打零工為生的史丹利（曉治·積曼 飾），要求史丹利拔刀相助。
其實史丹利是一個退休多年的頂尖電腦駭客，昔年爭了一口氣，侵入了美國聯邦調查局的電腦系統，將系統搞得一蹋糊塗，被譽為地球上最強大的駭客雙雄之一，也因如此，史丹利鋃鐺入獄兩年，一踏進監牢，他美艷的妻子強制離婚，還改嫁給一個成人影片製作人，女兒的監護權也在她的手上。史丹利深知前妻是一個不負責任的女人，根本無法好好照顧孩子，卻因為自己的窮困潦倒而無法爭取到孩子的監護權，每天心如刀割。
金潔告訴史丹利，只要願意重出江湖，希爾會提供一筆鉅款，可以用來打官司，爭回愛女的監護權，還可以過著富有的生活，不再骨肉分離，重新父女團聚，贏回美好人生。但史丹利出獄後被政府禁用任何電腦系統，否則就要加重其刑，他不想再次被困囚籠，卻因為愛女心切，天人交戰之後，終於答應了這優渥的條件。
史丹利一點頭，希爾馬上對他作了一個殘酷的測試，希爾派人拿手槍抵住史丹利的腦門，要求史丹利在1分鐘內侵入美國國防部資料庫網站，卻一面讓一個美女為他口交來破壞他的專注，60秒一到，史丹利以為自己必死無疑，誰知希爾的槍並未裝子彈，只是嚇唬他罷了。但第61秒，史丹利成功入侵了網站，令希爾震驚不已，讓史丹利正式進入團隊。
一進入團隊，史丹利發現希爾要做的事情並不是小小的金融舞弊，而是入侵美國政府最機密的「劍魚系統」，是一樁驚天動地的大陰謀....

## 演員
- 尊·特拉華達 飾 Gabriel Shear
- 曉治·積曼 飾 Stanley Jobson
- 荷爾·芭莉 飾 Ginger Knowles
- 當·卓度 飾 探員J.T. Roberts
- 山姆·謝普 飾 Senator James Reisman
- 雲尼·鍾斯 飾 Marco
- 德芮·狄·馬提歐 飾 Melissa
- 魯道夫·馬丁（英语：Rudolf Martin） 飾 Axl Torvalds
- 薩克·格雷尼爾（英语：Zach Grenier） 飾 Assistant Director Bill Joy
- 凱曼芮·格萊姆斯（英语：Camryn Grimes） 飾 Holly Jobson
- Angelo Pagan 飾 Torres
- 柯克·B·R·華勒（英语：Kirk B. R. Woller） 飾 Axl的律師
- 卡蒙·亞金札諾（英语：Carmen Argenziano） 飾 探員
- 提姆·德凱 飾 探員
- Laura Lane 飾 Helga

## 製作
本片的主體拍攝於2001年1月結束。

## 外部連結
- 官方网站
- 互联网电影数据库（IMDb）上《Swordfish》的资料（英文）
- AllMovie上《Swordfish》的资料（英文）
- 爛番茄上《Swordfish》的資料（英文）
- Box Office Mojo上《Swordfish》的資料（英文）
- Metacritic上《Swordfish》的資料（英文）
- Press Release on helicopter sequence from the Erickson Air-Crane website